# Yves Godimus
Yves Godimus est un coureur cycliste belge né le 12 janvier 1960 à Lobbes, en Belgique.

## Palmarès
- 1982
  - 3e du Circuit du Hainaut
- 1983
  - 2e du Grand Prix d'Aix-en-Provence
- 1984
  - Grand Prix de Denain
  - 2e de Binche-Tournai-Binche
- 1985
  - Puivelde Koerse
- 1986
  - Tour de la Haute-Sambre
  - 2e de Binche-Tournai-Binche
  - 2e de la Puivelde Koerse
  - 3e du Grand Prix Raymond Impanis
- 1988
  - 2e de la Nokere Koerse
  - 3e de Binche-Tournai-Binche
- 1990
  - 2e de la Flèche hesbignonne-Cras Avernas
  - 2e de la Flèche de Liedekerke
- 1991
  - 3e de l'Izegem Koers

## Résultats sur les grands tours

### Tour de France
1 participation
- 1985 : non-partant (8e étape)